# Sveta Ema, Podčetrtek
Sveta Ema este o localitate din comuna Podčetrtek, Slovenia, cu o populație de 178 de locuitori.